# Христодул Костович Сичан-Николов
Христодул Костович Сичан-Николов е български просветен деец, протестант, от средата на XIX век.

## Биография
Христодул Костович е роден през 1808 година в Самоков. Учи в продължение на седем години в Рилския манастир, а след това и в Австрия. След завръщането си в България работи като учител, включително в Мелник, Свищов и Габрово, и издава няколко собствени учебни пособия, като енциклопедичния сборник „Мясецослов“ (1840) и учебниците „Българска аритметика“ (1845) и „Граматика или буквеница словенска“ (1858).
След смъртта на Константин Фотинов през 1858 година Сичан-Николов заминава за Цариград и заема неговото място в екипа, работещ върху превод на Библията на новобългарски език. Това начинание продължава с години, като първото издание е публикувано през 1871 година.
В Цариград той участва и в редактирането на списание „Зорница“, в което публикува много свои текстове. Последните години от живота си прекарва в родния си град.
Христодул Костович Сичан-Николов умира през 1889 година в Самоков.

## Памет
На Сичан Николов е наречена улица в квартал „Драгалевци“ в София (Карта).